# Замойский, Ян Владислав
Граф Ян Владислав Замойский (6 июля 1849, Козлувка — 5 января 1923, Гумниска) — польский помещик, консервативный политик, член Государственного совета Австрии в Вене.

## Биография
Помещик, владелец имения Соколув. Любитель музыки, коллекционер и меценат.

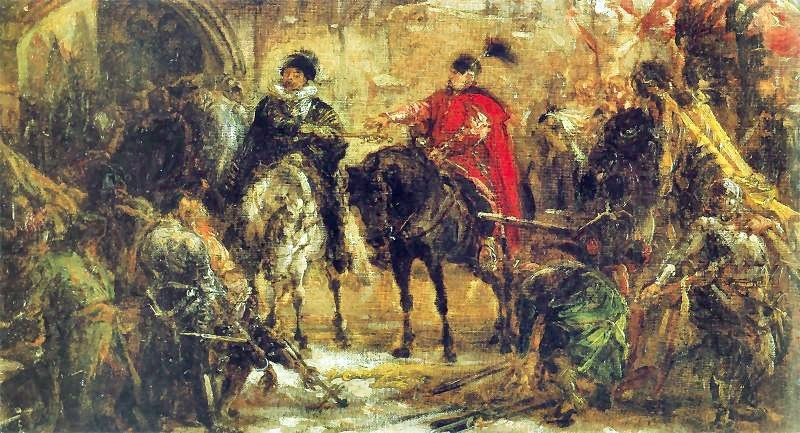

Анекдот гласит, что, когда его жене было отказано в назначении фрейлиной в Вене (из-за того, что она не была дворянского происхождения), разгневанный этим, он отправился в мастерскую Яна Матейко в Кракове и заказал большую историческую картину, изображающая гетмана Яна Замойского, ведущего в триумфальном шествии взятого в плен под Бычиной эрцгерцога Максимилиана Габсбургского. Эта картина, выставленная в Вене, вызвала большую радость у остановившихся там поляков, а австрийцы очень не хотели её видеть. Он также был защитником скрипача Бронислава Губермана, который, по слухам, был его родным сыном. В 1894 году он подарил ему скрипку Gibson работы Страдивари.
Член Государственного совета Австрии 6-го созыва (7 октября 1879 — 23 апреля 1885), избран в курию IV (сельские коммуны) по избирательному округу № 14 (Самбор-Старемясто-Турка-Рудки). Входил во фракцию консервативных депутатов (подолаков) в Польском кружке в Вене.
Казимеж Хлендовский описал это следующим образом: Граф Ян Замойский по прозвищу «Янцио», женившийся на очень красивой и пылкой француженке графине Пелисье де Малакофф, дочери маршала французской армии при Наполеоне III, и он даже на некоторое время представил её венскому обществу. Брак, однако, не был удачным, Янцио занимался музыкой, он был увлечен новыми операми, что не удовлетворяло его жену, и когда в дело вмешалась ее свекровь, Замойские расстались, и она уехала в Париж. Развод привел к скандальному судебному разбирательству и публикации большой брошюры на французском языке, написанной журналистом Невлиньским по заданию Замойского. В этой брошюре обиженный муж привел все возможные и невозможные, самые сокровенные будуарные факты, ну и конечно венско-польская компания разорвала интересное издание. Разлучившись с женой, Замойский целиком посвятил себя меломании; он нашел замечательных детей, возил, как какой-нибудь импресарио, молодого Губермана, скрипача, по Европе, и был везде: в Варшаве, во Львове, в Париже, в Риме или в Неаполе. Где бы ни происходило важное музыкальное событие, нужно было найти новую ораторию, новую оперу и Янцио Замойского.

## Семья
Представитель польской аристократической помещичьей семье Замойских герба Елита. Сын владельца дворца в Козлувке Яна Замойского (1802—1879) и Анны, урожденной Мыцельской (1818—1859). Внук 12-го ордината Замостья Станислава Костки Замойского и Софьи Замойской, урожденной Чарторыйской. У него были родные братья: сестры: София (умерла в детстве), Ядвига (1844—1895), жена Людвика Водзицкого (1834—1894) и брат Константин (1846—1923).
Он женился в 1881 году на Луизе Эжени Пелисье де Малакофф (1860—1935), дочери Эмабаля Пелисье, маршала Франции (развёлся в 1888 году). У них не было детей.